# Глазков, Иван Валерьевич
Иван Валерьевич Глазков (род. 13 февраля 1992, Новосибирск) — российский хоккеист, защитник. В настоящее время является игроком нижнекамского «Нефтехимика», выступающего в КХЛ.

## Биография
Иван Валерьевич Глазков родился 13 февраля 1992 года в городе Новосибирске Новосибирской области.
Воспитанник новосибирской хоккейной школы.
В 2009 окончил школу № 137 города Новосибирска.
В 2013 году окончил Новосибирский государственный аграрный университет.

## Статистика
| Легенда | Легенда                    | Легенда | Легенда                   | Легенда | Легенда    |
| ------- | -------------------------- | ------- | ------------------------- | ------- | ---------- |
| И       | Количество проведённых игр | Штр     | Штрафное время            | +/−     | Плюс-минус |
| Г       | Голы                       | П       | Голевые передачи          | О       | Очки       |
| -       | Статистика неизвестна      | —       | Статистика не учитывалась |         |            |